# Trigonostemon murtonii
Trigonostemon murtonii là một loài thực vật có hoa trong họ Đại kích. Loài này được Craib miêu tả khoa học đầu tiên năm 1911.